# هيلويزا بريسي
'هيلويزا بيرلينجيرو بيريسي (بالبرتغالية: Heloísa Périssé‏) (من مواليد 9 أغسطس 1966) ممثلة وكاتبة برازيلية.

## حياتها
ولدت بيريسي في  ريو دي جانيرو وظهرت في البرامج التلفزيونية والأفلام البرازيلية. كتبت أيضًا في البرنامج التلفزيوني  Sai de Baixo.
كتب بيريسي أيضًا كتبًا من بينها «Mãe و Você Não Tá Entendendo» و "O Diário de Tati".

## حياتها الشخصية
لقد كانت زوجة ابن شيكو أنيسيو. طلقات لوغ دي باولا، ابن شيكو أنيسيو، بعد زواج دام سبع سنوات. لديها ابنتان: أنتونيا ولويزا.

## روابط خارجية
- هيلويزا بريسي على موقع IMDb (الإنجليزية)
- هيلويزا بريسي على موقع ألو سيني (الفرنسية)
- هيلويزا بريسي على موقع قاعدة بيانات الفيلم (الإنجليزية)
- هيلويزا بريسي على موقع كينوبويسك (الروسية)